# Zimmerius
A Zimmerius a madarak (Aves) osztályának verébalakúak (Passeriformes) rendjébe és a királygébicsfélék (Tyrannidae) családjába tartozó nem.

## Rendszerezésük
A nemet Ifj. Melvin Alvah Traylor írta le 1977-ben, az alábbi fajok tartoznak ide:
- Zimmerius griseocapilla[1] vagy Phyllomyias griseocapilla[2]
- Zimmerius cinereicapilla[2] vagy Zimmerius cinereicapillus[1]
- Zimmerius villarejoi
- Zimmerius chicomendesi[1]
- Zimmerius improbus[1] vagy Zimmerius vilissimus improbus[2]
- Zimmerius petersi[1] vagy Zimmerius vilissimus petersi[2]
- Zimmerius bolivianus
- Zimmerius gracilipes
- Zimmerius acer[1] vagy Zimmerius gracilipes acer[2]
- fagyöngytirannusz (Zimmerius vilissimus)
- Zimmerius parvus[1] vagy Zimmerius vilissimus parvus[2]
- Zimmerius minimus[1] vagy Zimmerius chrysops minimus[2]
- Zimmerius albigularis[1] vagy Tyranniscus chrysops albigularis[2]
- Zimmerius chrysops
- Zimmerius flavidifrons[1] vagy Zimmerius chrysops flavidifrons[2]
- Zimmerius viridiflavus